# Saint-Pierre-Bellevue
Saint-Pierre-Bellevue é uma comuna francesa na região administrativa da Nova Aquitânia, no departamento de Creuse. Estende-se por uma área de 32,78 km². Em 2010 a comuna tinha 211 habitantes (densidade: 6,4 hab./km²).